# Assistència gravitatòria
En astronàutica s'anomena assistència gravitatòria o assistència gravitacional la maniobra destinada a emprar l'energia del camp gravitacional d'un planeta o satèl·lit natural, per obtenir una acceleració o frenada d'una sonda o nau espacial canviant la seva trajectòria.
El terme que s'empra en anglès és slingshot effect, swing-by o gravity assist. Es tracta d'una tècnica molt emprada en les missions espacials a l'interior del sistema solar. Per tal d'estalviar costos (en combustible i, per tant, en pes que cal pujar a òrbita) es dissenyen trajectòries molt complexes que fan passar la sonda prop d'un o diversos planetes abans de dirigir-se cap al seu destí final.
Per poder aprofitar l'assistència gravitacional és necessari que els planetes que pensem sobervolar estiguin correctament alineats. Per aquest motiu aquest tipus de missions espacials tenen unes finestres de llançament molt estrictes. La missió espacial Cassini-Huygens va emprar l'assistència gravitacional sobre Venus (2 vegades), la terra i Júpiter per poder arribar a Saturn, en un viatge que va durar prop de 7 anys.

## Explicació

Animació de l'acceleració d'una sonda amb assistència gravitatòria

Animació de la deceleració d'una sonda amb assistència gravitatòria

Una assistència gravitatòria al voltant d'un planeta canvia la velocitat d'una nau espacial (en relació amb el Sol) entrant i sortint de l'esfera d'influència gravitatòria d'un planeta. La velocitat de la nau augmenta a mesura que s'acosta al planeta i disminueix a mesura que surt del planeta. Per augmentar la velocitat, la nau espacial s'acosta al planeta en la mateixa direcció en què aquest planeta està orbitant al voltant del Sol, i marxa en la direcció oposada. Per reduir la velocitat, la nau espacial s'acosta al planeta viatjant en la direcció oposada a la velocitat orbital del planeta. En ambdós tipus de maniobra la transferència d'energia en comparació amb l'energia orbital total del planeta és insignificant. La suma de les energies cinètiques d'ambdós cossos es manté constant (vegeu col·lisió elàstica). Per tant, es pot utilitzar una maniobra d'assistència gravitatòria per canviar la trajectòria i la velocitat de la nau espacial en relació amb el Sol.
Una analogia terrestre propera la proporciona una pilota de tennis que rebota davant d'un tren en moviment. Es pot imaginar a l'andana d'un tren i llançant una pilota a 30 km/h cap a un tren que s'acosta a 50 km/h. El conductor del tren veu que la pilota s'acosta a 80 km/h i després marxa a 80 km/h després que la pilota reboti elàsticament a la part davantera del tren. A causa del moviment del tren, però, aquesta sortida és a 130 km/h respecte a l'andana del tren; la pilota ha afegit el doble de la velocitat del tren a la seva.

Possibles resultats d'una maniobra d'assistència per gravetat en funció del vector de velocitat i de la posició de sobrevol de la nau espacial entrant

Traduint aquesta analogia a l'espai: al planeta de referència, la nau espacial té una velocitat vertical de v relativa al planeta. Després que es produeixi la fona, la nau espacial marxa en un rumb de 90 graus respecte al que va arribar. Encara tindrà una velocitat de v, però en direcció horitzontal. En el marc de referència del Sol, el planeta té una velocitat horitzontal de v, i utilitzant el teorema de Pitàgores , la nau espacial té inicialment una velocitat total de √2v. Després que la nau espacial abandoni el planeta, tindrà una velocitat de v + v = 2v, guanyant aproximadament 0,6 v. Aquest exemple simplificat és impossible de refinar sense detalls addicionals sobre l'òrbita, però si la nau espacial viatja en un camí que forma una hipèrbola, pot deixar el planeta en la direcció oposada sense encendre el seu motor. Aquest exemple és una de les moltes trajectòries i guanys de velocitat que pot experimentar la nau espacial.
Aquesta explicació pot semblar que viola les lleis de la conservació de l'energia i l'impuls, aparentment afegint velocitat a la nau espacial del no-res, però també s'han de tenir en compte els efectes de la nau espacial sobre el planeta per proporcionar una imatge completa de la mecànica implicada. L'impuls lineal guanyat per la nau espacial és igual en magnitud a la que perd el planeta, de manera que la nau espacial guanya velocitat i el planeta la perd. Tanmateix, l'enorme massa del planeta en comparació amb la nau espacial fa que el canvi resultant en la seva velocitat sigui insignificant, fins i tot en comparació amb la pertorbació orbital que pateixen els planetes a causa de les interaccions amb altres cossos celestes en escales de temps astronòmicament curtes. Per exemple, una tona mètrica és una massa típica per a una sonda espacial interplanetària mentre que Júpiter té una massa de gairebé 2 x 1024 tones mètriques. Per tant, una nau espacial d'una tona que passa per Júpiter teòricament farà que el planeta perdi aproximadament 5 x 10−25 km/s de velocitat orbital per cada km/s de velocitat relativa al Sol guanyada per la nau espacial. A tots els efectes pràctics, els efectes sobre el planeta es poden ignorar en el càlcul.
Les representacions realistes de trobades a l'espai requereixen la consideració de tres dimensions. S'apliquen els mateixos principis que els anteriors, excepte que afegir la velocitat del planeta a la de la nau espacial requereix l'addició de vectors.

## Orígens històrics
En el seu article "Тем, кто будет читать, чтобы строить", publicat el 1938 però amb data de 1918–1919, Iuri Kondratiuk va suggerir que una nau espacial que viatgès entre dos planetes podria accelerar-se al principi i al final de la seva trajectòria utilitzant la gravetat de les llunes dels dos planetes. La part del seu manuscrit que considerava les ajudes de la gravetat no va rebre cap desenvolupament posterior i no es va publicar fins a la dècada de 1960. Al seu document de 1925 "Проблема полета при помощи реактивных аппаратов: межпланетные полеты", Friedrich Zander va mostrar una profunda comprensió de la física darrere del concepte d'assistència gravitatòria i el seu potencial per a l'exploració interplanetària del sistema solar.
L'enginyer italià Gaetano Crocco va ser el primer a calcular un viatge interplanetari tenint en compte múltiples ajudes de gravetat.
La maniobra d'assistència de gravetat es va utilitzar per primera vegada l'any 1959 quan la sonda soviètica Luna 3 va fotografiar el costat més llunyà de la Lluna. La maniobra es basava en la investigació realitzada sota la direcció de Mstislav Kéldix al rus: Институт прикладной математики им. М.В.Келдыша (Institut Kéldix de matemàtica aplicada).
El 1961, Michael Minovitch, estudiant de postgrau de la UCLA que treballava al Jet Propulsion Laboratory (JPL) de la NASA, va desenvolupar una tècnica d'assistència per gravetat, que més tard s'utilitzaria per a l'idea de Gary Flandro del Planetary Grand Tour.
Durant l'estiu de 1964 a la NASA JPL, a Gary Flandro se li va assignar la tasca d'estudiar tècniques per explorar els planetes exteriors del sistema solar. En aquest estudi va descobrir la rara alineació dels planetes exteriors (Júpiter, Saturn, Urà i Neptú) i va concebre la missió multiplaneta Planetary Grand Tour utilitzant l'assistència de gravetat per reduir la durada de la missió de quaranta anys a menys de deu.

## Exemples notables d'ús
Luna 3
La maniobra d'assistència de gravetat es va intentar per primera vegada l'any 1959 per a Luna 3, per fotografiar el costat més llunyà de la Lluna. El satèl·lit no va guanyar velocitat, però es va canviar la seva òrbita permetent la transmissió exitosa de les fotografies.
Pioneer 10
La Pioneer 10 de la NASA és una sonda espacial llançada l'any 1972 que va completar la primera missió al planeta Júpiter. A partir de llavors, Pioneer 10 es va convertir en el primer dels cinc objectes artificials en aconseguir la velocitat d'escapada necessària per abandonar el Sistema Solar. El desembre de 1973, la nau espacial Pioneer 10 va ser la primera a utilitzar l'efecte de l'assistència gravitatòria per assolir la velocitat d'escapament per sortir del Sistema Solar.
Pioneer 11
Pioneer 11 va ser llançat per la NASA el 1973, per estudiar el cinturó d'asteroides, l'entorn al voltant de Júpiter i Saturn, els vents solars i els raigs còsmics. Va ser la primera sonda que va arrivar a Saturn, la segona que va volar a través del cinturó d'asteroides, i el segon a volar per Júpiter. Per arribar a Saturn, la nau espacial va rebre una assistència gravitatòria a Júpiter.
Mariner 10
La sonda Mariner 10 va ser la primera nau espacial que va utilitzar l'efecte de l'assistència gravitatòria per arribar a un altre planeta, passant per Venus el 5 de febrer de 1974 en el seu camí per convertir-se en la primera nau espacial a explorar Mercuri. La maniobra va ser proposada el 1970 per Giuseppe Colombo, professor de mecànica aplicada de la Universitat de Pàdua.
Voyager 1
Voyager 1 va ser llançat per la NASA el 5 de setembre de 1977. Va obtenir l'energia per escapar de la gravetat del Sol realitzant maniobres al voltant de Júpiter i Saturn. Es comunica a través de la Xarxa de l'Espai Profund per rebre ordres rutinàries i transmetre dades a la Terra. La NASA i el JPL proporcionen dades en temps real de distància i velocitat. Actualment segueix en funcionament i, a una distància de 162,93 ua de la Terra a juny de 2024, és l'objecte humà més allunyat de la Terra.
Voyager 2
Voyager 2 va ser llançat per la NASA el 20 d'agost de 1977 per estudiar els planetes exteriors. La seva trajectòria va trigar més a arribar a Júpiter i Saturn que la seva nau espacial bessona, però va permetre més trobades amb Urà i Neptú.
Galileo
La nau espacial Galileo va ser llançada per la NASA el 1989 i en la seva ruta cap a Júpiter va rebre tres assistències de gravetat, una de Venus (10 de febrer de 1990) , i dos de la Terra (8 de desembre de 1990 i 8 de desembre de 1992). La nau espacial va arribar a Júpiter el desembre de 1995. Les assistències gravitatòries també van permetre a Galileo sobrevolar dos asteroides, 243 Ida i 951 Gaspra.
Ulysses
El 1990, la NASA va llançar la sonda de l'ESA Ulysses per estudiar les regions polars del Sol. Tots els planetes orbiten aproximadament en un pla alineat amb l'equador del Sol. Així, per entrar en una òrbita que passa per sobre dels pols del Sol, la nau espacial havia d'eliminar la velocitat que va heretar de l'òrbita de la Terra al voltant del Sol i guanyar la velocitat necessària per orbitar el Sol en el pla pol a pol. Es va aconseguir mitjançant una assistència gravitatòria de Júpiter el 8 de febrer de 1992.
MESSENGER
La missió MESSENGER (llançada l'agost de 2004) va fer un ús extensiu de les assistències gravitatòries per reduir la seva velocitat abans d'orbitar Mercuri. La missió MESSENGER va incloure un sobrevol de la Terra, dos sobrevols de Venus i tres sobrevols de Mercuri abans d'arribar finalment a Mercuri el març de 2011 amb una velocitat prou baixa per permetre la inserció en òrbita amb el combustible disponible. Tot i que els sobrevols eren principalment maniobres orbitals, cadascuna va proporcionar una oportunitat per a observacions científiques significatives.
Cassini
La nau espacial Cassini–Huygens, comunament anomenada Cassini, va ser llançada des de la Terra el 15 d'octubre de 1997, seguida de sobrevols per assistència gravitatòria de Venus (26 d'abril de 1998 i 21 de juny de 1999), la Terra (18 d'agost de 1999), i Júpiter (30 de desembre de 2000). El trànsit a Saturn va trigar 6,7 anys, la nau hi va arribar l'1 de juliol de 2004. La seva trajectòria es va anomenar "la trajectòria d'assistència de gravetat més complexa fins ara" el 2019.
Després d'entrar en òrbita al voltant de Saturn, la nau espacial Cassini va utilitzar múltiples ajudes de la gravetat de Tità per aconseguir canvis significatius en la inclinació de la seva òrbita, de manera que en lloc de romandre gairebé al pla equatorial, la trajectòria de vol de la nau espacial estava molt inclinada fora del pla dels anells.
Rosetta

Animació de la trajectòria de Rosetta del 2 de març de 2004 al 9 de setembre de 2016
Rosetta·
67P/C-G·
Earth·
Mars·
21 Lutetia·
2867 Šteins

La sonda Rosetta, llançada el març de 2004, va utilitzar quatre maniobres d'assistència gravitatòria (incloent-hi una a només 250 km de la superfície de Mart i tres assistències des de la Terra) per accelerar a tot el Sistema Solar interior. Això li va permetre sobrevolar els asteroides 21 Lutetia i 2867 Šteins i, finalment, igualar la velocitat del cometa 67P/Churyumov–Gerasimenko al punt de trobada l'agost de 2014.
New Horizons
New Horizons va ser llançada per la NASA el 2006 i va arribar a Plutó el 2015. El 2007 va realitzar una assistència gravitatòria a Júpiter.
Juno
La sonda Juno es va llançar el 5 d'agost de 2011 (UTC). La trajectòria va utilitzar un augment de velocitat per assistència gravitatòria des de la Terra, aconseguit per un sobrevol de la Terra l'octubre de 2013, dos anys després del seu llançament el 5 d'agost de 2011. D'aquesta manera Juno va canviar la seva òrbita (i velocitat) cap al seu objectiu final, Júpiter, després de només cinc anys.
Parker Solar Probe
The Parker Solar Probe, launched by NASA in 2018, has seven planned Venus gravity assists. Each gravity assist brings the Parker Solar Probe progressively closer to the Sun. As of 2022, the spacecraft has performed five of its seven assists. The Parker Solar Probe's mission will make the closest approach to the Sun by any space mission.
Solar Orbiter
Solar Orbiter va ser llançat per l'ESA l'any 2020. En la seva fase inicial de creuer, que va durar fins al novembre de 2021, Solar Orbiter va realitzar dues maniobres d'assistència gravitatòria al voltant de Venus i una al voltant de la Terra per alterar la trajectòria de la nau espacial, guiant-la cap a les regions més internes del Sistema Solar.
BepiColombo
BepiColombo és una missió conjunta de l'Agència Espacial Europea i l'Agència Espacial Japonesa al planeta Mercuri. Es va llançar el 20 d'octubre de 2018. Utilitzarà la tècnica d'assistència de gravetat amb Terra una vegada, amb Venus dues vegades i sis vegades amb Mercuri. Arribarà l'any 2025. BepiColombo porta el nom de Giuseppe (Bepi) Colombo un pensador pioner amb aquesta forma de maniobra, utilitzat en la Mariner 10.
Lucy
La sonda Lucy va ser llançada per la NASA el 16 d'octubre de 2021. Va obtenir una assistència de gravetat de la Terra el 16 d'octubre de 2022, i després d'un sobrevol de l'asteroide del cinturó principal 152830 Dinkinesh en guanyarà un altre el desembre de 2024. El 2025, volarà per l'asteroide interior del cinturó principal 52246 Donaldjohanson. El 2027, arribarà al núvol de Troia L₄ (el camp grec d'asteroides que orbita uns 60° per davant de Júpiter), on volarà per quatre troians, 3548 Eurybates (amb el seu satèl·lit), 15094 Polymele, 11351 Leucus i 21900 Orus. Després d'aquests sobrevols, Lucy tornarà a la Terra l'any 2031 per obtenir una altra assistència per gravetat cap al núvol de Troia L₅ (el camp grec que orbita uns 60° darrere de Júpiter), on visitarà l'binari troià 617 Patrocle amb el seu satèl·lit asteroidal Menoeci el 2033.